# Chirita trisepala
Chirita trisepala är en tvåhjärtbladig växtart som beskrevs av Euphemia Cowan Barnett. Chirita trisepala ingår i släktet Chirita och familjen Gesneriaceae. Inga underarter finns listade i Catalogue of Life.